# Wynton Kelly

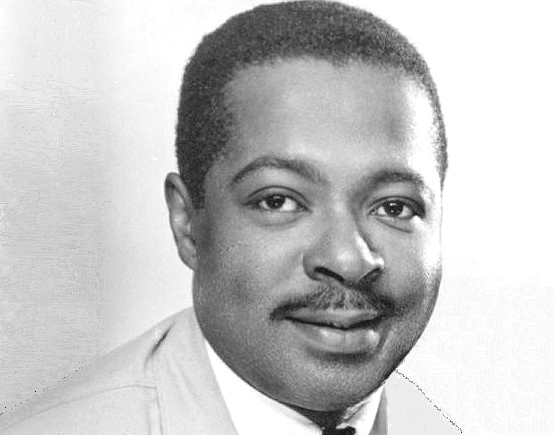
Wynton Kelly.

Wynton Kelly, född 2 december 1931, död 12 april 1971 i Toronto, Kanada, var en amerikansk jazzpianist och kompositör. Han var son till föräldrar från Jamaica och växte upp i New York. Kelly spelade med många av 1950-talets och 1960-talets stora jazzmusiker. Han medverkar på Miles Davis album Kind of Blue och Someday My Prince Will Come och har även spelat in med Cannonball Adderley, Wayne Shorter, John Coltrane, Wes Montgomery och Lee Morgan för att nämna några. Under åren 1962-1968 var han medlem av Wynton Kelly Trio tillsammans med Paul Chambers (bas) och Jimmy Cobb (trummor).

## Diskografi, album
- Piano, 1958
- Kelly Blue, 1959
- Kelly at Midnight, 1960
- Smokin' at the Half Note, 1965, live
- Full View, 1968 (Wynton Kelly Trio)